# Primitive Cool
Primitive Cool är sångaren Mick Jaggers andra soloalbum. "Let's Work", "Throwaway" och "Say You Will" släpptes som singlar.

## Låtlista
| 1. | Throwaway      | Mick Jagger              | 5:03 |
| 2. | Let's Work     | Jagger, David A. Stewart | 4:50 |
| 3. | Radio Control  | Jagger                   | 3:56 |
| 4. | Say You Will   | Jagger, Stewart          | 5:07 |
| 5. | Primitive Cool | Jagger                   | 5:50 |

| 6.           | Kow Tow              | 4:55  |
| 7.           | Shoot Off Your Mouth | 3:35  |
| 8.           | Peace for the Wicked | 4:02  |
| 9.           | Party Doll           | 5:20  |
| 10.          | War Baby             | 6:39  |
| Total längd: | Total längd:         | 49:17 |